# Габель (налог)
Габе́ль (фр. gabelle) — непопулярный налог на соль во Франции до 1790. Термин gabelle происходит от латинского лат. gabulum (налог). Во Франции габель первоначально применялся к налогам на все сырьевые товары, но постепенно был ограничен только налогом на соль.
Со временем габель стал одним из наиболее ненавистных и неравных налогов в стране. Но, несмотря на большое количество сторонников реформы, налог не был отменен до 1790 года. Впервые введённый как временный военный платёж в 1286 году в царствование Филиппа Красивого, он стал постоянным налогом в эпоху Карла Мудрого (1364 – 80).
Налог на соль был репрессивным, поскольку на соль существовала государственная монополия. Вдвойне обременительным этот налог делало то, что французское правительство обязало каждого гражданина в возрасте старше восьми лет покупать еженедельно не меньше некоего фиксированного минимального объёма соли по фиксированной цене. Когда этот налог впервые был введен, он взимался равномерно во всех провинциях Франции, но на протяжении большей части истории существования налога цены на соль и уровень налога различались в разных провинциях.
Существовало шесть отдельных групп провинций по уровню обложения этим налогом. Они классифицировались следующим образом:
1. Район Pays de grandes gabelles (район высокой габели), где источником соли служил Атлантический океан, и налог был самым высоким: от 54 до 61 ливра за мино, то есть за примерно 50 килограммов соли в 1789 году;
2. Район Pays de petites gabelles (район малой габели), где источником соли служило Средиземное море и налог составлял около половины максимального налога, взимавшегося в районах высокой габели: от 22 до 30 ливров за мино;
3. Район Pays de quart-bouillon (район четверти рассола), куда входили такие провинции, как Нормандия, Прованс и Руссильон, где соль добывали путём выпаривания рассола, получавшегося из просоленного морского песка. Четверть добываемой в этих районах соли шла королю. Цена соли в этих районах колебалась от 13 до 27 ливров за мино;
4. Район Pays de salines (район солеварен), включавший такие районы, как Франш-Конте, Эльзас и Лотарингия. В этих районах налог взимался с соли, добываемой из солёных озёр и болот, и цены за мино соли варьировали: 15 ливров во Франш-Конте, от 12 до 36 ливров в различных налоговых районах Эльзаса и Лотарингии;
5. Район Pays redimés (район, выкупивший право не платить этот налог). Эти провинции откупились от налога в 1549 году. Стоимость мино соли в этих провинциях составляла от 8 до 11 ливров;
6. Район Pays exempts (освобождённый от налога район), который составляли провинции, присоединившиеся к Французскому королевству на условиях полного освобождения от габели. В этих провинциях цена мино соли составляла всего от 1 до 8 ливров.

Взимание налога происходило следующим образом: начиная с 1342 года в каждой провинции были устроены централизованные соляные склады, принадлежавшие государству и называвшиеся Greniers à sel. Существовали частные производители соли, однако им было запрещено продавать соль розничным торговцам или населению напрямую. Вместо того каждый производитель соли был обязан, под угрозой конфискации, продавать всю произведённую соль исключительно на государственные соляные склады по фиксированной цене. Затем королевская казна перепродавала соль со складов по более высокой цене розничным торговцам (порой – самим же производителям). Разница между ценой, по которой государство покупало соль у производителей, и отпускной ценой соли для розничных торговцев, и составляла налог (габель).
Значительные различия в налогах между различными регионами стали причиной активной контрабанды соли, которая во Франции до отмены габели была строго запрещена. Суть контрабанды заключалась в том, чтобы купить соли в регионе, где она была дешевой, и затем продавать её в тех регионах, где она была дороже, по цене более высокой, но всё же ниже официальной государственной цены соли в этих регионах.
Такие контрабандисты назывались фр. faux-sauniers, от слова фр. sau — соль и фр. faux — фальшивка, подделка. В свою очередь, таможенной службе поручалось выявлять и арестовывать контрабандистов. Таможенников называли фр. gabelous, очевидно, от gabelle, налога, который они пытались отстаивать. Контрабандистов приговаривали к ссылке на галеры рабов, если они были без оружия, и к смертной казни, если их ловили с оружием.
В Бретани, вошедшей в состав Французского королевства только в 1532 году и сохранявшей некоторые юридические привилегии, габель не взималась (провинция была отнесена к pays exempts). В 1675 году на западе Франции (преимущественно в Бретани) разгорелось «Восстание гербовой бумаги», также известное как «восстание красных колпаков». Толчком к восстанию стало введение Парижем налога на гербовую бумагу, в Бретани сопровождающееся упорными слухами о том, что Людовик XIV намерен ввести в провинции также и габель (в реальности Людовик не рассматривал ввод габели в Бретани). При этом крестьяне Нижней Бретани выставили перечень требований в ряде документов (известных как «крестьянские кодексы»). В этом документе габель была олицетворена и сравнивалась со смертью и чумой.